# Joko (album)
Pour les articles homonymes, voir Joko.
Albums de Sylvain Luc
Ambre
(2003) Young and Fine
(2008)
Joko est un disque du guitariste de jazz français Sylvain Luc. Sur ce disque on trouve une grande variété de formations originales, avec la présence de Michel Portal aux clarinettes, Eric Longsworth au violoncelle, Olivier Ker Ourio à l'harmonica ou encore Jacky Terrasson au piano.
Le répertoire est constitué de reprises de chansons pop rock (The Doors, Paul McCartney, Joe Jackson, James Taylor), de compositions et d'improvisations. Les morceaux sont relativement courts (moins de cinq minutes).

## Titres
| No  | Titre                      | Musique                                                                            | Durée |
| --- | -------------------------- | ---------------------------------------------------------------------------------- | ----- |
| 1.  | Light My Fire              | Jim Morrison, John Densmore, Robby Krieger, Ray Manzarek                           | 3:38  |
| 2.  | This Never Happened Before | Paul McCartney                                                                     | 3:38  |
| 3.  | Fil Bleu                   | Sylvain Luc, Eric Longsworth                                                       | 3:16  |
| 4.  | Gangui                     | Sylvain Luc                                                                        | 5:27  |
| 5.  | Terre Inconnue             | Sylvain Luc, Eric Longsworth, Keyvan Chemirani, Bijan Chemirani, Olivier Ker Ourio | 3:07  |
| 6.  | Steppin' Out               | Joe Jackson                                                                        | 3:57  |
| 7.  | Introguito                 | Keyvan Chemirani, Bijan Chemirani – arrangé par Sylvain Luc                        | 0:53  |
| 8.  | Fandanguito                | Sylvain Luc                                                                        | 2:57  |
| 9.  | Coral                      | Keith Jarrett                                                                      | 3:04  |
| 10. | Machination secrète        | Sylvain Luc, Keyvan Chemirani, Bijan Chemirani                                     | 3:54  |
| 11. | Joko                       | Michel Portal, Sylvain Luc                                                         | 4:09  |
| 12. | Mean Old Men               | James Taylor                                                                       | 4:34  |
| 13. | Accalmies                  | Sylvain Luc                                                                        | 4:03  |
| 14. | Folk Print                 | Sylvain Luc                                                                        | 4:43  |
| 15. | Le Roi Dans Les Bois       | traditionnel, arrangé par Sylvain Luc                                              | 3:52  |

## Musiciens
- Sylvain Luc : guitares électriques et acoustiques, basse, glissentar[4] (sauf sur Introguito)
- Pascal Rey : batterie, percussions (sur Gangui, Terre Inconnue, Steppin' Out, Coral, Mean Old Man, Accalmies, Folk Print)
- Michel Portal : clarinette basse, clarinette en si  (sur Fandanguito, Joko)
- Eric Longsworth : violoncelle (sur Fil Bleu, Coral, Mean Old Man, Accalmies)
- Olivier Ker Ourio : harmonica (sur Terre Inconnue, Mean Old Man, Le Roi Dans Les Bois)
- Jacky Terrasson : piano (sur Light My Fire, Gangui, Folk Print)
- Keyvan Chemirani et Bijan Chemirani : daf, zarb, bendir, udu (sur This Never Happened Before, Terre Inconnue, Introguito, Fandanguito, Machination secrète)